# ヴェンティカーノ
ヴェンティカーノ（伊: Venticano）は、イタリア共和国カンパニア州アヴェッリーノ県にある、人口約2,500人の基礎自治体（コムーネ）。

## 地理

### 位置・広がり

#### 隣接コムーネ
隣接するコムーネは以下の通り。括弧内のBNはベネヴェント県所属を示す。
- アーピチェ (BN)
- カルヴィ (BN)
- ミラベッラ・エクラーノ
- ピエトラデフージ
- トッレ・レ・ノチェッレ

## 行政

### 分離集落
ヴェンティカーノには、以下の分離集落（フラツィオーネ）がある。
- Campanarello, Calore, Castello del Lago